# Zeusstatuen i Olympia
Zeusstatuen i Olympia er rejst til ære for gudernes konge Zeus, for hvem antikkens olympiske lege blev holdt. Statuen stod i det gamle Olympia, på vestkysten af Grækenland, ca. 150 km vest for Athen.
37°38′16.3″N 21°37′48″Ø / 37.637861°N 21.63000°Ø
De Olympiske Lege blev for første gang holdt år 776 f.Kr. og der startede den græske kalender også. Zeus' tempel blev designet af arkitekten Libon og det blev bygget omkring år 450 f.Kr.. Fordi det græske imperium voksede, mente man ikke at den simple doriske stil var nok længere. Man var nødt til at lave moderniseringer. Man besluttede at lave en statue. Til denne "hellige" opgave tilkaldte man den athenske billedhugger Phidias. Mange tilbedere og andre besøgende kom i de følgende år.
I det 2. århundrede var man nødt til at reparere den aldrende statue. Den romerske kejser Caligula prøvede at flytte statuen til Rom i det første århundrede e.Kr., men transportmidlet som hans arbejdere havde lavet kollapsede. I år 391 e.Kr. blev de Olympiske Lege stoppet, og Zeus' tempel blev beordret lukket af Theodosius 1.. Senere blev Olympia ødelagt af jordskælv og flodbølger, og templet blev ødelagt af en brand i det 5. århundrede e. Kr. Statuen var dog tidligere blevet flyttet til Konstantinopel af nogle rige grækere. Ved en brand i år 462 e. Kr. blev den dog ødelagt. I dag er kun fundamentet, de faldne søjler og nogle murbrokker og sten tilbage hvor templet stod.
Flere år inden byggeriet begyndte, havde Phidias udviklet en teknik til at lave store guld- og elfenbensstatuer. Først lavede han et træskelet og derefter formede han guldpladerne, som han så lagde på yderst. Hans arbejdsplads findes stadig og har ca. samme størrelse som templet havde. Statuen kunne næsten ikke være i templet og Phidias blev kritiseret for at have lavet statuen for stor.
Zeus var lavet som siddende. Hvis han rejste sig op, ville han have løftet taget af templet. Tanken om at Zeus kunne løfte taget af et helt tempel, blot ved at rejse sig op, var med til at øge det indtryk man fik, når man så statuen der i sig selv var stor. Soklen var 6,5 m bred og 1 m høj. Selve statuen var 13 m høj.
Tronens ben var dekorerede med sfinkser og bevingede figurer. Der var også græske guder og mytefigurer. På hovedet havde han en olivenkrans af guld. I hans højre hånd havde han en sejrsfigur af guld og elfenben, i den venstre havde han et scepter, hvori alle slags metaller var indlagt. Rebet om hans liv var af guld, og det var hans sandaler også. Hans beklædning var dekoreret med dyr og liljer. Tronen var udsmykket med guld, ædelsten, elfenben og ibenholt.
Af og til, blev den også udsmykket med gaver fra konger. Den mest bemærkelsesværdige gave var et tæppe fra den syriske konge Antiochus 4.. Det var vævet i mange mønstre og i fønikiske farver. Der blev lavet kopier af statuen, men ingen af dem har dog overlevet til i dag. Man har prøvet at lave rekonstruktioner af statuen, men de blev ikke særlig gode. Indtil videre kan vi altså kun tænke os til, hvordan det største græske skulpturarbejde har set ud.